# Campium acrostichoides
Campium acrostichoides là một loài dương xỉ trong họ Dryopteridaceae. Loài này được Copel. mô tả khoa học đầu tiên năm 1928.
Danh pháp khoa học của loài này chưa được làm sáng tỏ. 